# Одна ніч кохання (фільм)
«Одна ніч кохання» (англ. One Night of Love) — музична мелодрама 1934 року. Дві премії «Оскар».

## Синопсис
Історія кохання співачки Мері Барретт і її імпресаріо Джуліо Монтеверді, якого дівчина зустріла в Мілані.

## У ролях
- Грейс Мур — Мері Барретт
- Тулліо Кармінаті — Джуліо Монтеверді
- Мона Баррі — Лаллі
- Нидія Вестман[en] — Мюріел
- Байрон Мансон — епізодична роль

## Нагороди й номінації
У 1935 році фільм отримав дві премії «Оскар» — за найкращу музику і найкращий звук. Окрім цього номінувався ще в чотирьох категоріях:
- Найкращий фільм
- Найкраща режисура — Віктор Шерцінгер
- Найкраща жіноча роль — Грейс Мур
- Найкращий монтаж — Джин Мілфорд